# 达察·丹增确吉坚赞
达察·丹增确吉坚赞（藏語：བསྟན་འཛིན་ཆོས་ཀྱི་རྒྱལ་མཚན་，威利转写：bstan 'dzin chos kyi rgyal mtshan；1983年1月10日—）藏族，西藏拉萨人，第十三世（计追认）达察活佛。他受到第十四世达赖喇嘛的认定，但有争议。

## 生平
1983年，他出生于西藏拉萨。1993年，他进入印度Mundgod的哲蚌寺郭莽扎仓学经。
2011年5月6日，他应邀抵达法国，后在法国Veneux和Salève传法。